# 파펜호펜 전투
파펜호펜 전투는 1745년 4월 15일 프랑스와 오스트리아 사이에서 벌어진 전투이다. 카를 요제프 바티아니(Karl Josef Batthyány) 휘하의 오스트리아군은 세귀르(Ségur) 장군 휘하의 프랑스 군을 격파하여 바바리아에서의 전쟁을 끝냈다.

## 서막
1744년 10월 프랑스-바바리아 연합군은 프로이센과 연합하여 오스트리아 세력을 바바리아에서 축출하고 신성로마제국의 황제이자 바바리아의 선제후 카를 7세(Charles VII, Prince-elector)를 수도 뮌헨(Munich)에 복귀시키기 위해 진군하였고, 이 작전은 성공을 거두었다. 하지만 3개월 후 그는 뮌헨에서 사망하였다.
카를 7세의 18살된 아들이자 후계자 막시말리안 3세 요제프(Maximilian III Joseph)는 그의 어머니 오스트리아의 마리아 아말리아(Maria Amalia of Austria)와 장군 프리드리히 하인리히 폰 젝켄도르프(Friedrich Heinrich von Seckendorff)가 이끄는 평화파와 외무장관 이그나즈 폰 퇴링(General Ignaz von Törring )과 프랑스의 전권대사 샤비니(Chavigny)가 이끄는 주전파 사이에서 갈피를 못 잡고 있었다.
이러한 혼란상황은 준비중이던 평화조약을 더 이상 진행되지 못하게 하였고, 이에 따라 마리아 테레지아(Maria Theresia)는 오스트리아군에게 바바리아의 협상가들을 압박하기 위해 공세적인 전략을 취할 것을 명했다. 암베르크 (Amberg)와 빌스호펜(Vilshofen)이 함락되었고, 퇴링이 지휘하는 바바리아군과 프랑스, 헤센과 팔츠군으로 구성된 동맹군은 수세에 몰리게 되었다.
퇴링은 자신이 지휘하는 바바리아와 헤센의 군세를 레히 강(Lech River) 너머로 물리겠다고 결심하였다. 프랑스군 사령관 앙리 프랑수아 드 세귀르(Henri François de Ségur)는 바바리아군의 이러한 움직임에 대해 알지 못한 상태로 아무런 경계도, 방어태세도 취하지 않은 상태로 자스트로(Zastrow) 휘하의 팔츠 원군을 기다렸다. 팔츠의 원군은 4월 14일 도착하였다. 팔츠군이 도착한 다음날 세귀르 또한 레히 강 너머로 물러나기로 결심하였다.
오스트리아군은 프랑스군이 고립되었다는 사실을 파악하고는 프랑스군보다 더 많은 군대를 이끌고 파펜호펜에 도착하였다.

## 전투
처음 오스트리아군은 파펜호펜을 공략하였고 프랑스군의 공격을 받았다. 그러나 오스트리아군은 시가전을 벌였고, 사나운 크로아티아 판두르 병(Pandurs)은 치열한 격전을 벌여 프랑스 방어군에게 많은 사상자를 입혔다.
그러는 동안 프랑수아 드 세귀르는 도시의 서쪽에 있는 언덕에 서둘러 방어태세를 취하였다. 그러나 바타니가 지휘하는 주력군을 포함한 더 많은 오스트리아 군대가 전장에 도착하였고, 드 세귀르는 포위를 피하기 위하여 두 번이나 군세를 후퇴시켰다. 장군의 퇴각명령이 전해지자 팔츠 군세는 혼란 상태에 빠졌고, 궤주하기 시작했다. 드 세귀르는 혼란이 프랑스군에 퍼져나가는 것을 막기 위해 엄청난 곤욕을 치렀다.
퇴각하는 군대를 향해 오스트리아 군의 판두르와 후사르로 구성된 경기병대가 추격을 개시하여 수많은 사상자를 입혔다. 프랑스군과 팔츠군이 오후 6시경 호엔바르트(Hohenwart)에 있는 파르 강(Paar river)을 건너서야 오스트리아군은 추격을 단념하였다. 패주하는 프랑스와 팔츠 군세는 다음날 오전 11시경 라인 암 레히(Rain am Lech)에 도착하여 진영을 설치할 수 있었다. 그러나 다음날 아침 오스트리아군이 나타나 공격을 개시하였고, 동맹군은 무수한 물자를 뒤에 남기고 레히 강을 따라 패주하였다. 다행히도 다리가 불에 타 무너졌기 때문에 동맹군은 간신히 완전 궤멸을 피할 수 있었다.
드 세귀르는 많은 병력과 물자를 잃었으나, 퇴각시의 군율을 유지할 수 있었기 때문에 완패는 면할 수 있었다.

## 결과
프랑스군이 패한 다음날 퇴링은 해임되었고, 평화파가 우위를 점하게 되었다. 한 주 지나 막시말리안 3세 요제프는 퓌센 조약(Treaty of Füssen)을 오스트리아와 채결하였다.
막시말리안은 국사 조칙(Pragmatic Sanction)을 인정하였다. 그는 또 보헤미아에 대하여 자신의 아버지가 요구한 영유권과 신성로마제국의 황위를 포기하였고, 신성로마제국 황제 선거에서 마리아 테레지아의 남편 로트링겐의 프란츠 스테판(Francis Stephen of Lorraine)을 지지하기로 약속하였다. 그리고 1745년 프란츠 스테판은 신성로마제국의 황제가 되었다.
파펜호펜의 전투는 슐레지엔(Silesia)과 이탈리아, 그리고 오스트리아령 네덜란드(Austrian Netherlands)와 함께 오스트리아가 병사를 투입하여 전투를 벌이던 전장 중 하나인 바바리아-보헤미아 전역에서의 전쟁이 종결됨을 뜻했다.

## 참조
- 틀:Translation/Ref
- Chandler, David. The Art of Warfare in the Age of Marlborough. Spellmount Limited, (1990). ISBN 0-946771-42-1